# Academia Mount Saint Joseph

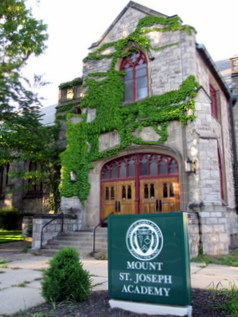
Academia Mount Saint Joseph, 6 de junho de 2011

Mount Saint Joseph Academy (MSJA) foi uma escola católica romana localizada em Buffalo, Nova York . Fechou no final do ano letivo de 2009-10.

## História
A Mount Saint Joseph Academy foi fundada pelas Irmãs de St. Joseph em 1891 como um internato K-12 para meninas. Na década de 1970, o MSJA começou a admitir meninos, tornando-se uma instituição mista. Em 1987, a parte do ensino médio do MSJA foi fechada devido ao declínio das matrículas. Isso não resolveu as dificuldades financeiras do MSJA e, em 2005, as Irmãs de São José anunciaram que fechariam a escola. Os pais, no entanto, organizaram o Comitê para Salvar o MSJA e restabeleceram com sucesso o MSJA como uma escola católica independente, oferecendo aulas para alunos da pré-escola à oitava série. Para o ano letivo de 2007–8, o MSJA mudou-se do campus do Canisius College para o antigo local da Central Presbyterian Church (Buffalo, Nova York) em 15 Jewett Parkway (esquina noroeste da Jewett Ave. e Main Street). Dificuldades operacionais crescentes e declínios contínuos nas matrículas - de 125 alunos no momento da mudança em 2007-8 para 88 alunos em 2009-10 - levaram ao fechamento da escola após o ano letivo de 2009-10.  
O local final do MSJA foi no bairro Parkside de Buffalo, a uma curta caminhada da histórica Darwin Martin House de Frank Lloyd Wright e a menos de 800 metros do Delaware Park de Frederick Law Olmsted .